# Російсько-шведська війна (1808—1809)

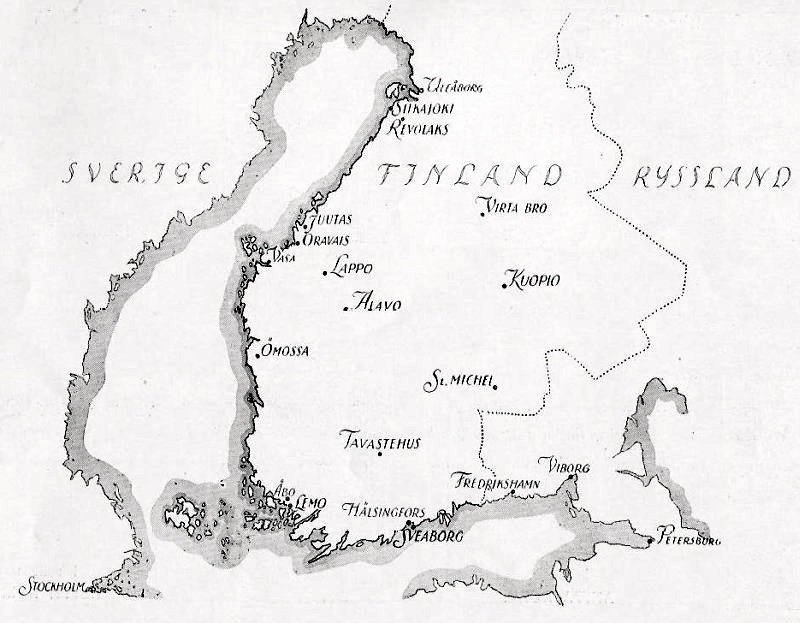
Мапа російсько-шведської війни 1808—1809

Російсько-шведська війна 1808—1809, у шведській історіографії називається Фінською (фін. Suomen sota, швед. Finska kriget, рос. Финляндская война або Русско-финская война) — війна між Російською імперією у союзі з Данією, який підтримала Франція, проти Королівства Швеції та Англії з метою встановлення цілковитого контролю над Фінською та Ботнічною затоками, а також посилення безпеки Петербургу. Стала останньою із серії російсько-шведських війн.
Війна закінчилась поразкою шведської армії, російські війська зайняли Південну Фінляндію та Аландські острови. Швеція була змушена підписати Фредріксгамнський мирний договір, за яким Фінляндія перейшла від Швеції до Росії, увійшовши до складу імперії як Велике князівство Фінляндське.

## Причини й цілі
Спочатку Російська імперія та Швеція були союзниками. Вступивши в III-тю антифранцузьку коаліцію у 1805 році, Швеція, поряд із Росією та Великою Британією, стала в опозицію по відношенню до Франції. Під час війни в Померанії король Ґустав IV Адольф зазнав кількох військових невдач. Війна країн IV-ї антифранцузької коаліції із Францією у 1806 р. закінчилася так само, як і війни попередніх антифранцузьких спілок — а саме нічим.
Влітку 1807 року Олександр I і Наполеон I уклали Тільзитський мир, завершивши російсько-пруссько-французьку війну. Після підписання Тільзитського миру Олександр I запропонував шведському королю Густаву IV своє посередництво для примирення його з Наполеоном.
Однією з умов мирного договору було приєднання Російської імперії до континентальної блокади Великої Британії — системи економічних та політичних санкцій, організованої Наполеоном. Також до блокади мало намір приєднатись Данське королівство. У відповідь у серпні 1807 Британія вдалась до атаки на Копенгаген і захопила весь данський військовий флот.
Російська імператорська родина (Гольштейн-Готторп-Романови) мала родинні зв'язки з данським і голштинським дворами. Окрім того, Данія вже понад сто років була союзницею Росії у війнах зі Швецією. Тому в жовтні 1807 року Російська імперія висунула Великій Британії ультиматум — розрив дипломатичних відносин до тієї пори, поки Данії не буде повернуто флот і компенсовано всі завдані їй збитки. Олександр I зажадав сприяння Швеції, щоб на підставі угод 1780 та 1800 років утримувати Балтійське море закритим для флотів західних держав. Густав IV відкинув такі вимоги та взяв курс на зближення з Англією, яка продовжувала боротись із ворожим до неї Наполеоном. Між Росією та Великою Британією стався розрив — посольства були взаємно відкликані, почалась квола війна.
16 листопада 1807 року російський уряд знову звернувся до шведського короля з пропозицією до співпраці, але протягом майже двох місяців не отримав жодної відповіді. Зрештою Густав IV заявив, що розпочати виконання договорів 1780 та 1800 років неможливо, допоки французи займають гавані Балтійського моря. Тоді ж стало відомо, що шведський король готується допомагати Англії у війні проти Данії, прагнучи відвоювати у неї Норвегію. Такі обставини надавали імператору Олександру I привід до підкорення Фінляндії з метою забезпечення безпеки російської столиці від близького сусідства ворожої держави.
Наполеон же бажав змусити Швецію закрити її порти для британських кораблів. На початку 1808 року він порадив Олександру I «віддалити шведів від своєї столиці» та запропонував у цьому свою допомогу і сприяння. 5 лютого 1808 Наполеон заявив російському послу в Парижі графу Толстому, що він погодиться на те, щоб Російська імперія забрала собі всю Швецію, включаючи Стокгольм.
Велика Британія, зі свого боку, у лютому 1808 року уклала зі Швецією угоду, за якою зобов'язалась сплачувати Швеції по 1 мільйону фунтів стерлінгів щомісяця під час війни з Росією, хоч би скільки вона тривала.

## Стан сторін перед війною
На початку 1808 року російське військо (близько 24 тисяч) розташувалось уздовж кордону, між Фрідріксгамном і Нейшлотом. Керівництво було доручено графу Буксгевдену.
Шведи у Фінляндії на той час мали 19 тисяч військ під тимчасовим командуванням генерала Клеркера. Головнокомандувач, граф Моріц Клінгспор, все ще перебував у Стокгольмі, де всі сподівались на мирне розв'язання непорозумінь: сам король не довіряв звісткам про зосередження російських військ у Виборзькій губернії, тому шведську армію не було переведено на воєнний стан.
Коли граф Клінгспор поїхав врешті до Фінляндії, суть наданих йому інструкцій полягала в тому, щоб не вступати у бій з неприятелем, утримувати фортецю Свеаборг до останнього та за можливістю діяти в тилу росіян.

## Неоголошена війна

Фінська війна, лютий 1808 на початку війни

Попри те, що війну не було оголошено, російські війська 9 лютого перетнули кордон. 18 лютого граф Буксгевден увійшов до Гельсінгфорса; шведські війська укріпились у Свеаборзі. 23 лютого граф Клінгспор відступив до Таммерфорса, наказавши всім розкиданим північною Фінляндією загонам стягуватись туди ж. Після цього росіяни зайняли Тавастехус.
27 лютого Буксгевден наказав князю Багратіону переслідувати Клінгспора, а генералу Тучкову — постаратись відрізати йому шлях до відступу; сам Буксгевден наважився взяти в облогу Свеаборг. Вирішальним для успішної облоги Свеаборга виявилось захоплення острова Готланд — занепокоєний шведський уряд відрядив значні сили флоту для повернення острова, позбавивши тим самим захисників Свеаборга ефективної підтримки з моря.
Шведи безперешкодно відійшли до Брагестада, проте Свеаборг 26 квітня здався російським військам. Переможці захопили 7,5 тисяч полонених, понад 2 тисячі гармат, величезні запаси різного роду та 110 військових суден. Ще раніше, 5 березня, здалась фортеця Свартгольм; майже в той же час було зайнято укріплений мис Гангут й Аландські острови.

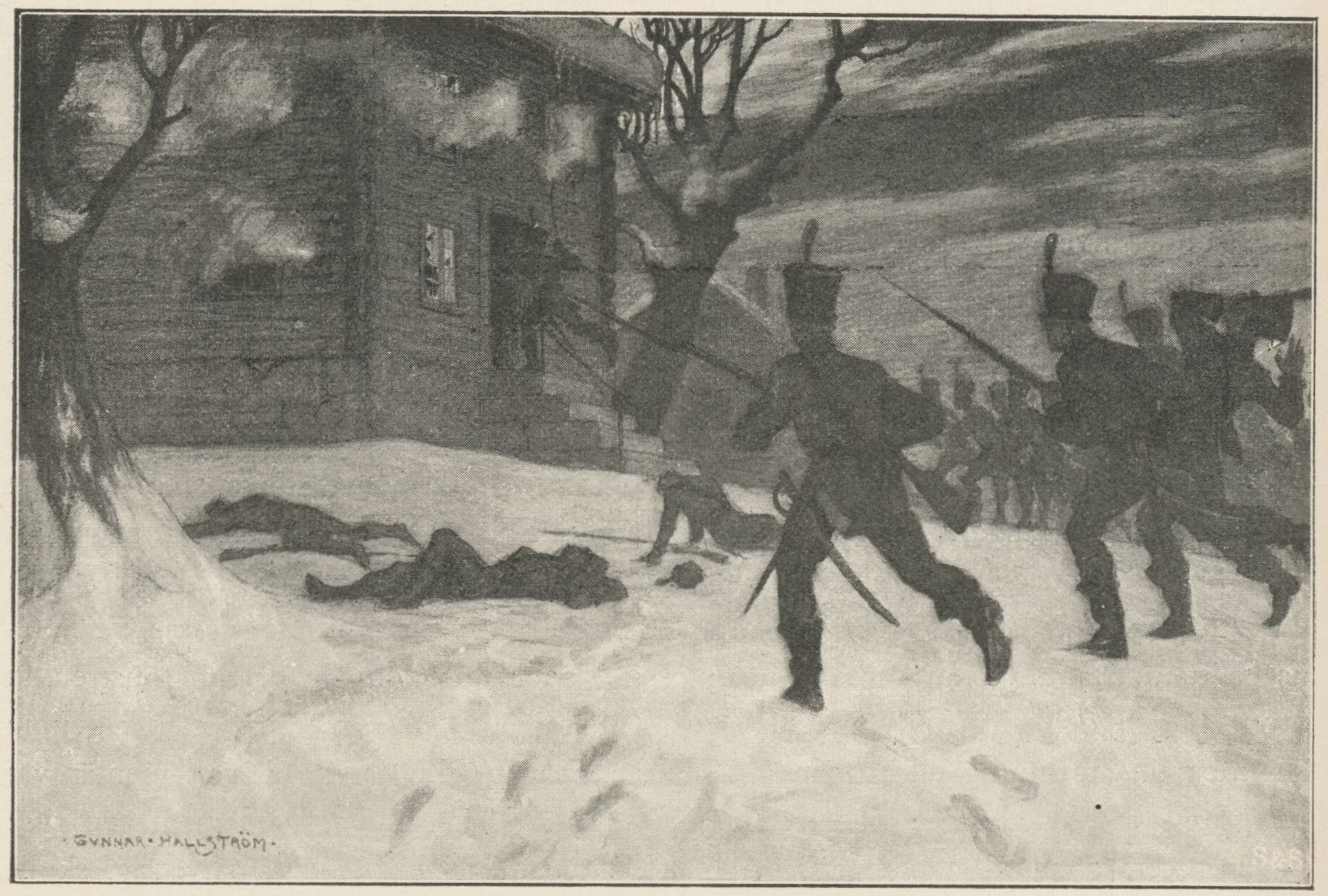
Шведський напад на канцелярію в Куопіо під час

## Оголошення війни
Формальне оголошення війни з російської сторони відбулось лише 16 березня 1808 року, коли було отримано звістку, що король, довідавшись про перетин кордону російськими військами, наказав заарештувати всіх членів російського посольства, що перебували в Стокгольмі.
Громадська думка у Швеції була проти війни, і надзвичайні заходи, запроваджені королем, виконувались неохоче та повільно. Утім, і в Росії світське суспільство вбачало у бойових діях тільки послугу Наполеону.

## Невдалий для Росії початок війни
Тим часом на півночі Фінляндії події набули несприятливого для Росії характеру. Загін Тучкова, внаслідок відокремлення команд і гарнізонів, зменшився до 4,5 тисяч.
6 квітня російський авангард під командуванням Якова Кульнєва атакував шведів поблизу із селом Сійкайокі, але, зіштовхнувшись із силами, що мали перевагу, був розбитий. Потім, 15 квітня, така ж доля спіткала загін російських військ під Револаксом, причому командувач того загону генерал Булатов, який уже провів низку успішних боїв, завдавши поразки кільком загонам противника, був важко поранений та взятий у полон. Окрім того, полковник Сандельс розбив загін полковника Обухова, що прямував до Булатова.
Фіни піднялись проти росіян і своїми партизанськими діями під керівництвом шведських офіцерів почали завдавати російській армії значної шкоди. Фадей Булгарін відзначав:
|  | Усі фінські поселяни — відмінні стрільці, й у кожному домі були рушниці та рогачі. Утворювались сильні піші й кінні натовпи, які під керівництвом пасторів, ландманів… та фінських офіцерів і солдат… нападали на слабкі російські загони, на шпиталі, та вбивали немилосердно хворих і здорових… Обурення перебувало у повній силі, й народна війна кипіла з усіма своїми жахіттями». |

Наприкінці квітня сильна шведська флотилія з'явилась поблизу з Аландськими островами та за допомогою повсталих жителів-шведів змусила загін полковника Вуїча здатись.
3 травня контр-адмірал Микола Бодіско, який займав острів Готланд, уклав капітуляцію, за умовами якої його загін, склавши зброю, вирушив назад до Лібави на тих же кораблях, на яких прибув на Готланд.
14 травня до Гетеборга прибув англійський флот із допоміжним корпусом у14 тисяч осіб під командуванням генерала Мура, але Густав IV ніяк не міг дійти згоди із ним щодо плану дій, і війська Мура були відряджені до Іспанії; у розпорядженні шведського короля лишався тільки англійський флот, що складався із 16 кораблів і 20 інших суден.
Тим часом загони російських військ, які діяли на півночі Фінляндії, були змушені відійти до Куопіо. Клінгспор не довершив свої успіхи наполегливим переслідуванням, а зупинився на позиції поблизу села Сальмі, очікуючи на прибуття підкріплень зі Швеції та результат висадок, проведених на західному узбережжі Фінляндії. Десанти були розбиті в битві біля Лему та у Ваасі. Користуючись цим, генерал граф Микола Каменський 2 серпня знову перейшов у наступ.
20 та 21 серпня після запеклих битв біля Куортане та Салмі Клінгспор відступив у напрямку на Ваасу й Нюкарлебю, а 2 вересня зазнав нової невдачі у бою при Оравайсі.
Шведські десанти, які спочатку діяли доволі успішно, за наказом Клінгспора також відступили до Вааси. Інші десанти, проведені у вересні з Аландських островів, також зазнали невдачі.

## Перелом
У східній Фінляндії генерал Тучков, маючи проти себе шведський загін Сандельса й загін озброєних жителів, тримав оборону. Відряджений до нього на підкріплення загін Алексеєва був зупинений партизанами і 30 липня повернувся до Сердоболя. Лише 14 вересня князь Долгоруков, який замінив Алексеєва, дістався села Мелансемі та налагодив зв'язок із Тучковим. Задуманий ними спільний напад на Сандельса не відбувся, оскільки останній, довідавшись про невдачу Клінгспора під Оравайсом, відступив до села Іденсальмі.
Невдовзі заворушення в східній Фінляндії стихли. Через настання осені, нестачу продовольства та необхідність надати відпочинок військам граф Буксгевден пристав на пропозицію Клінгспора щодо перемир'я, яке було укладено 17 вересня, але не було затверджено імператором. Наступ, що відновився з російської сторони, тривав уже майже безперешкодно. Клінгспор поїхав до Стокгольма, передав командування генералу Клеркеру, а останній, переконавшись у неможливості стримати російські війська, розпочав із графом Каменським перемовини, наслідком яких був відступ шведів до Торнео та зайняття російськими військами в листопаді 1808 роуц всієї Фінляндії.
Імператор Олександр, однак, не зовсім був задоволений графом Буксгевденом, оскільки шведське військо, попри суттєву перевагу російських сил, зберегло свій склад, і тому війну не можна було вважати завершеною. На початку грудня місце Буксгевдена зайняв генерал від інфантерії Кноррінг. Імператор Олександр I наказав новому головнокомандувачу негайно та рішуче перенести театр війни на шведський берег, користуючись можливістю (рідкісною в історії Ботнічної затоки, яка зазвичай не замерзає) дістатись туди льодом.
За планом російського командування 1809 року бойові дії мали перейти на територію Швеції, росіяни мали оволодіти Стокгольмом та знищити шведський флот. З цією метою було сформовано 3 корпуси. На корпус Петра Багратіона (15,5 тисяч піхоти, до 2 тисяч кінноти, 20 гармат) покладалось завдання зайняти Аландські острови й льодом Ботнічної затоки вийти на узбережжя Швеції.
Північний загін мав вирушити до Торнео, оволодіти тамтешніми магазинами та прямувати до мітса Умео на з'єднання з іншим загоном, якому було наказано йти туди ж із Вааси льодом Ботнічної затоки поблизу з Кваркенськими островами (через протоку Кваркен); нарешті, третій загін мав здійснити напад на Аландські острови, потім усі три загони мали вирушити до Стокгольму.
Кноррінг відтягував виконання сміливого плану та не вдавався до жодних дій до середини лютого. Олександр I, вкрай незадоволений цим, відрядив до Фінляндії військового міністра, графа Аракчеєва, який, прибувши 20 лютого до Або, наполягав на якнайшвидшому виконанні імператорської волі. Аракчеєв не схвалив вчинку Кноррінга та під час зустрічі з генералом Дебельном сказав останньому, що государ прислав його «не перемир'я робити, а мир».
Аландські острови захищав шведський корпус генерала Діобельна (6 тисяч осіб) і 4 тисячі озброєних жителів. Наприкінці лютого 1809 року корпус Багратіона з району Або (нині Турку, Фінляндія) висунувся на вихідний пункт на острові Кумлінге. 3 (15) березня він перейшов у наступ 4-ма колонами з фронту зі сходу, а 5-та колонна обходила Аландські острови з півдня. Противник почав поспіхом відступати. Авангард 5-ї колони зумів біля острова Сігнілипер оточити й узяти в полон шведський ар'єргард.
6 (18) березня корпус Багратіона зайняв Аландські острови, захопив понад 2 тисячі полонених, 32 гармати, понад 150 кораблів і суден. Авангард російських військ на чолі з генерал-майором Кульнєвим 7 (19) березня вийшов до берегів Швеції, оволодів Гріссельгамном (нині в комуні Норртельє), створивши безпосередню загрозу Стокгольму.
Це змусило уряд Швеції виступити з пропозицією про мир. На Аланди прибув шведський уповноважений з листом від герцога Зюдерманландського, який заявляв про бажання укласти мир з умовою, щоб російські війська не переходили на шведський берег. Кноррінг погодився на призупинення воєнних дій; головні сили князя Багратіона повернулись до Або; загін Барклая-де-Толлі, який уже перетнув затоку біля Кваркена, також був відкликаний назад.
Тим часом північний загін російських військ під командуванням графа Шувалова встиг здобути суттєві перемоги. Загін Гріппенберга, що стояв проти нього, поступився без бою містом Торнео, а потім, 13 березня, біля села Калікс склав зброю. Потім граф Шувалов зупинився, отримавши звістку про укладене на Аландах перемир'я.
13 березня 1809 року в Швеції стався державний переворот, Густав IV Адольф був скинутий, а королівська влада перейшла до рук його дядька, герцога Зюндерманландського, та аристократії, що його оточувала.

## Поразка шведів у Фінляндії

Перебіг війни у березні-травні 1808 року

19 березня до Або прибув Олександр, який наказав перервати укладене на Аландах перемир'я. На початку квітня на місце Кноррінга був призначений Барклай-де-Толлі. Воєнні дії відновились і з російської сторони велись переважно північним загоном, який 20 травня зайняв місто Умео. Шведські війська були частково розбиті, частково поспіхом відступили. Ще перед зайняттям Умео шведський генерал Дебельн, який був начальником у Вестро-Ботнії, прохав графа Шувалова про припинення кровопролиття, безцільного, зважаючи на близьке укладення миру, та запропонував поступитись росіянам усією Вестро-Ботнією. Шувалов погодився укласти з ним конвенцію, проте Барклай-де-Толлі не зовсім схвалив її; північному загону російської армії було наказано за першої ж можливості знову розпочати воєнні дії. Окрім того, було вжито заходів для забезпечення загону продовольством, у якому відчувалась сильна нестача.
Коли риксдаг проголосив герцога Зюдерманландського королем Карлом XIII, новий уряд пристав на пропозицію генерала графа Вреде про витиснення росіян з Естерботнії; воєнні дії відновились, проте успіхи шведів обмежились тільки захопленням кількох транспортів; їхні спроби підбурити проти Росії народну війну не вдались. Після вдалої для росіян операції біля Гернефорса знову було укладено перемир'я, зокрема спричинене для росіян необхідністю забезпечити себе продовольством.
Оскільки шведи вперто відмовлялись поступитись Аландськими островами, Барклай дозволив новому начальнику північного загону, графу Каменському, діяти на власний розсуд.
Шведи відрядили проти останнього два загони: один, Сандельса, мав вести атаку з фронту, інший, десантний, мав висадитись неподалік села Ратань і напасти на графа Каменського з тилу. Внаслідок сміливих та розумних розпоряджень графа Каменського та операція зазнала невдачі; але потім внаслідок майже цілковитого виснаження бойових та продовольчих запасів Каменський відійшов до Пітео, де знайшов транспорт із хлібом та знову рушив уперед, до Умео. Уже на першому переході до нього прибув Сандельс із повноваженнями укласти перемир'я, від якого той не міг відмовитись через небезпеку постачання його військ усім необхідним.

## Зовнішньополітичні наслідки
17 вересня 1809 року у Фрідріксгамні було підписано мирну угоду, основними статтями якої були:
1. Укладення миру з Росією та її союзниками;
2. Прийняття континентальної блокади та закриття шведських гаваней для англійців;
3. Поступка всієї Фінляндії, Аландських островів та східної частини Вестро-Ботнії до річок Торнео та Муоніо в довічне володіння Росії.

## Військові підсумки
Вперше в історії війн війська перетнули Ботнічну затоку льодом.

## Пам'ять
На відзначення успіхів російської армії Олександр I 14 квітня 1809 започаткував дві нагороди для відзначення солдатів, які брали участь у війні: медаль «За прохід до Швеції через Торнео» та медаль «За перехід на шведський берег».